# General Winter
General Winter (russisch генерал Зима general Sima oder auch генерал Мороз general Moros, deutsch ‚General Frost‘) ist ein symbolischer Begriff aus der russischen Geschichte, der die kalten russischen Winter bezeichnet, die schon mehrfach maßgeblich dazu beitrugen, fremde Invasoren aus Russland zu vertreiben. Der Winterzeit im Osten ist die Rasputiza als Schlammzeit vor- und nachgelagert.

## Geschichtlicher Hintergrund

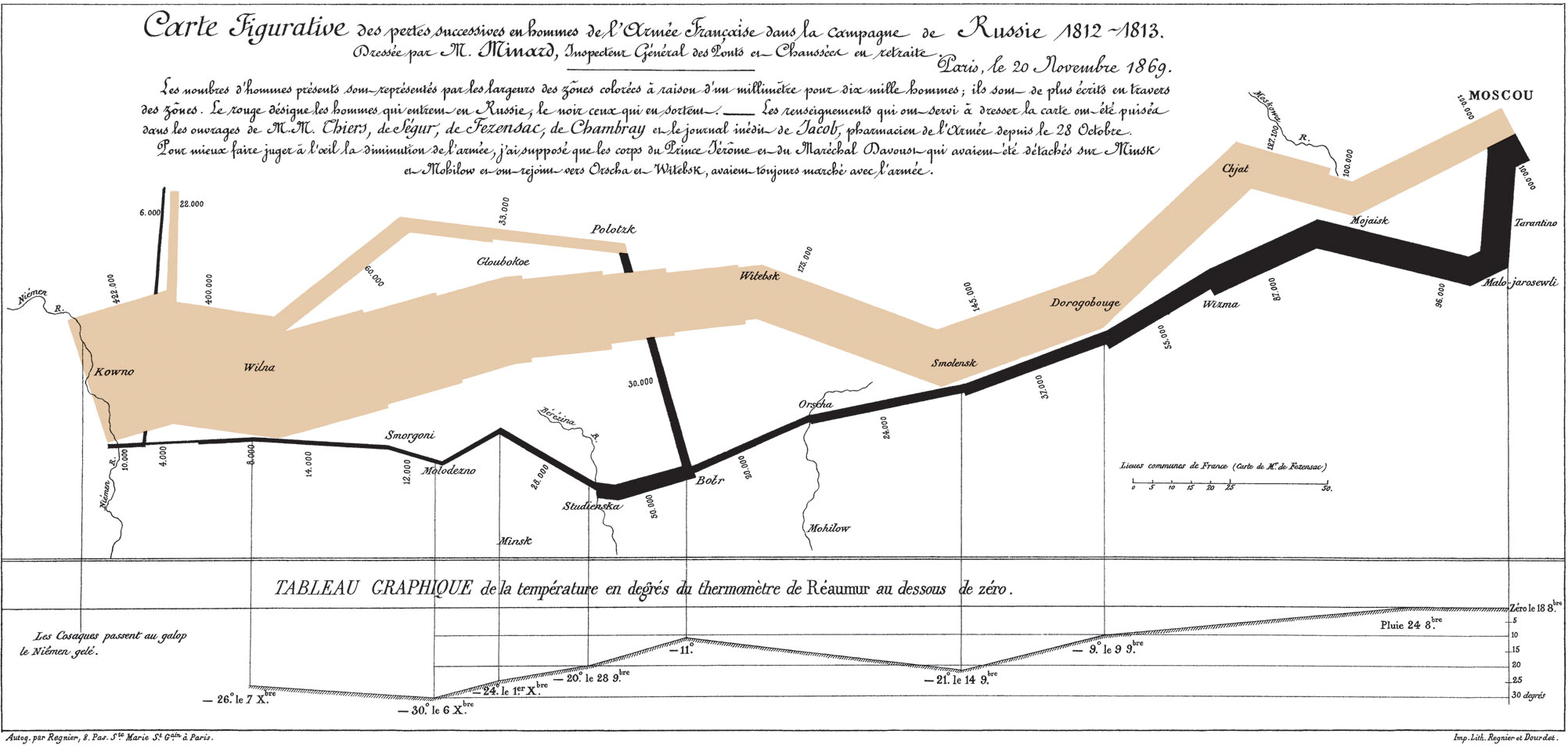
Eine im Jahr 1869 veröffentlichte Grafik von Charles Joseph Minard zu den Verlusten der Napoleonischen Armee 1812/13. Die Zahl der Männer wird durch die Breiten der farbigen Bereiche dargestellt; die Temperaturangaben sind in Réaumur (−30 Grad Réaumur = −37,5 Grad Celsius)

Der Begriff wird insbesondere in Bezug auf zwei Kriege verwendet:
- Napoleons Russlandfeldzug: Aus Angst vor dem Russischen Kaiserreich als möglichem Gegner beschloss Napoleon 1811, diese letzte Macht auf dem Festland, die nicht mit Frankreich verbündet war, auszuschalten. Anstatt sich den französischen Truppen zu stellen, zog sich die russische Armee tief ins Landesinnere zurück und zerstörte dabei alles, was den Franzosen zugutekommen könnte. Sogar Moskau wurde auf Befehl von Zar Alexander niedergebrannt. Als nun der Winter eingebrochen war, die Grande Armée alle ihre Vorräte aufgebraucht hatte und auch das bereits eroberte Land keine Lebensmittel und keinen Schutz bot, da die Russen ja alles zerstört hatten, waren die Franzosen dem russischen Winter in seiner ganzen Härte ausgeliefert. Die Temperaturen fielen zum Teil auf unter −30 °C. Die auf diese Weise dezimierten und geschwächten Truppen Napoleons wurden nun ein leichtes Opfer der ausgeruhten russischen Streitmacht. Die dadurch entstandenen Opfer auf französischer Seite sind nicht einwandfrei geklärt, aber in jedem Fall waren sie für die Grande Armée nicht mehr auszugleichen und der Anfang vom Ende der Herrschaft Napoleons. So schreibt etwa der preußische Militärtheoretiker und -historiker Clausewitz, dass von ursprünglich 610.000 Soldaten nur 81.000 den Krieg überlebten, von denen jedoch nur noch 1500 kampffähig waren.
- Unternehmen Barbarossa im Jahr 1941: Die Eroberung Russlands war von Beginn des Zweiten Weltkrieges an das Ziel des kriegsführenden Deutschen Reiches unter Adolf Hitler. Im zweiten Kriegsjahr 1942 zeigte sich jedoch, dass der Krieg für Deutschland nicht zu gewinnen war, da zum einen die Sowjetunion mehrfach größere Kapazitäten an Menschen und Material hatte und zum anderen der kalte russische Winter den Soldaten der Wehrmacht sowohl psychisch als auch physisch zusetzte, die Waffen der Deutschen unbrauchbar machte und Nachschubwege für die in Russland kämpfenden Truppenteile behinderte.